# Gargara aenea
Gargara aenea är en insektsart som beskrevs av William Lucas Distant. Gargara aenea ingår i släktet Gargara och familjen hornstritar. Inga underarter finns listade i Catalogue of Life.